# Шкриле (община Иг)
Вижте пояснителната страница за други значения на Шкриле.
Шкриле (на словенски: Škrilje) е село в Словения, регион Средна Словения, община Иг. Според Националната статистическа служба на Република Словения през 2015 г. селото има 473 жители.